# Antiveduto Gramatica
Antiveduto Gramatica, o della Grammatica (Roma, dicembre 1569 – Roma, 1626), è stato un pittore proto-barocco italiano.

## Biografia
Nacque a Roma dove fu battezzato nel dicembre 1569. Secondo quel che riferisce Giovanni Baglione, suo principale biografo, sarebbe nato nei pressi di Roma, durante un viaggio della famiglia da Siena alla città papale. Il padre Imperiale, essendo la moglie Artemisia incinta, per quanto rassicurato da lei sui tempi del parto, ne aveva comunque previsto il travaglio durante il viaggio: per questo il figlio fu chiamato Antiveduto.
Allievo del perugino Giovanni Domenico Angelini, si guadagnò il soprannome di "gran Capocciante" a causa della sua specializzazione nel dipingere teste di uomini celebri, e riscosse molto successo a cavallo tra il XVI e il XVII secolo, al punto che ogni nobile di passaggio in Roma chiedeva un suo ritratto.
Nel 1591, Antiveduto era ormai divenuto un artista indipendente. Nel 1592, per un breve periodo, ebbe nella sua bottega Michelangelo Merisi da Caravaggio.

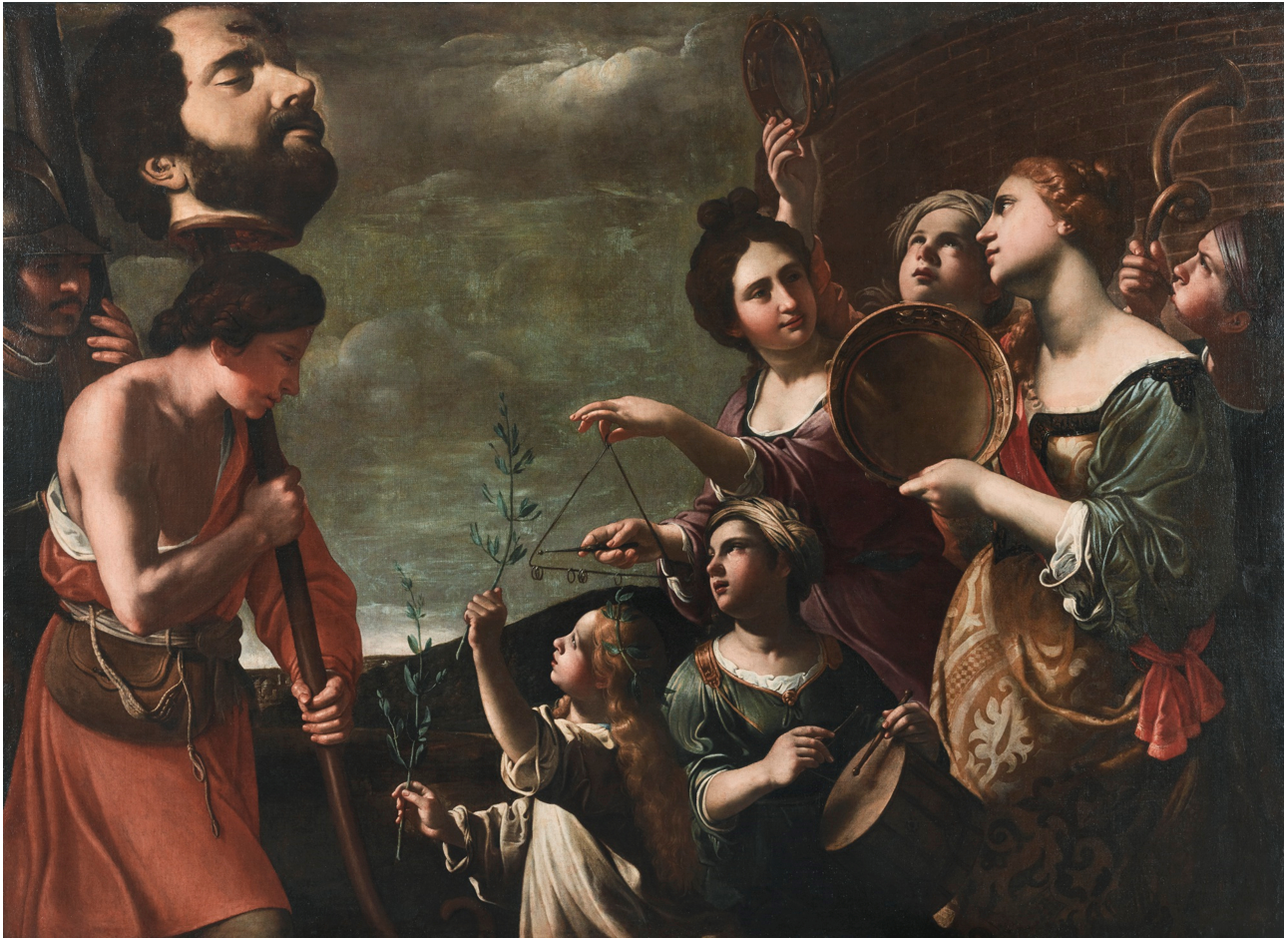
Davide ritorna trionfante con la testa di Golia, Whitfield Fine Art

Le sue prime opere furono un quadro di altare nella chiesa di Santo Stanislao, a Roma, la raffigurazione della Madonna nella seconda cappella della chiesa della Madonna della Scala, a Trastevere, nella chiesa del Gesù in Piazza degli Altieri; successivamente dipinse i due tondi di santa Cecilia e santa Caterina conservati alla Pinacoteca di Brera, e l'adorazione dei pastori nella terza Cappella Graziani nella chiesa di San Giacomo degli Incurabili su Via del Corso (Roma) (1622, 1625).
Descritto da Giulio Mancini come il più zelante nella sua professione, Antiveduto cominciò la sua associazione con l'Accademia di San Luca nel 1593. Si guadagnò la familiarità dei due protettori dell'Accademia, il Cardinale Federico Borromeo e Francesco Maria Del Monte, e fu specialmente legato a quest'ultimo; al punto da essere eletto alla maggiore carica dell'associazione, quella di "principe", nel 1624. Poco dopo, tuttavia, fu coinvolto nei primi scandali. Le macchinazioni di un nemico di Gramatica, Tommaso Salini, dopo il tentativo di vendere l'altare dell'Accademia attribuita a Raffaello, lo costrinsero ad un'umiliante difesa, finché il Cardinale Del Monte intervenne per ricostituire l'Accademia. Le sue fortune furono connesse al Cardinale stesso, che era molto accreditato presso i Barberini, e la sua morte precedette quella di Del Monte di quattro mesi, nell'aprile del 1626.

## Museo
- The State Hermitage Museum - St Petersburg[3]
- Museo Nacional del Prado – Madrid[4]
- Kunsthistorisches Museum Wien[5]
- Muzeul Naţional Brukenthal - Sibiu/Hermannstadt, Romania[6]
- Kelvingrove Art Gallery and Museum – Glasgow[7]
- Maison D’Art Galery Monaco[8]
- Scottish National Gallery of Edinburgh
- Musei Reali – Torino[9]